# هون مانيت
هون مانيت (مواليد 20 أكتوبر 1977) هو سياسي وجنرال كمبودي يشغل حاليًا منصب رئيس وزراء كمبوديا. خدم في القوات المسلحة الملكية الكمبودية (RCAF) كنائب للقائد الأعلى وقائد الجيش الملكي الكمبودي. وهو الابن الأكبر الثاني لرئيس الوزراء السابق هون سين، وهو قائد فرقة مكافحة الإرهاب في البلاد.
نشأ وتلقى تعليمه في بنوم بنه، ثم انضم لاحقًا إلى القوات المسلحة في عام 1995، وهو نفس العام الذي دخل فيه الأكاديمية العسكرية الأمريكية في ويست بوينت. وبعد حصوله على شهادته في عام 1999، أصبح أول كمبودي يتخرج من الأكاديمية. وذكرته وسائل الاعلام إنه من المحتمل ان يصبح رئيسًا للوزراء، أصبح هذا رسميًا في 4 ديسمبر 2021 عندما انتخب بالإجماع من قبل اللجنة المركزية لحزب الشعب الكمبودي ليكون مرشح الحزب المستقبلي لرئاسة الوزراء بعد هون سين. بعد الانتخابات العامة الكمبودية 2023، أعلن هون سين استقالته من منصب رئيس الوزراء في 26 يوليو، فكُلف هون مانيت بمنصب رئيس الوزراء.

## حياته
ولد مانيت في 20 أكتوبر 1977 في قرية كوه تمار، منطقة ميموت، مقاطعة كامبونغ تشام، في كمبوتشيا الديمقراطية التي يحكمها الخمير الحمر، وهو الابن الثاني لهون سين.

### تعليمه
نشأ مانيت وتلقى تعليمه العام في بنوم بنه، ثم انضم لاحقًا إلى القوات المسلحة الملكية الكمبودية (RCAF) في عام 1995، وهو نفس العام الذي دخل فيه الأكاديمية العسكرية الأمريكية في ويست بوينت. بعد حصوله على شهادته في مايو 1999، أصبح أول خريج كمبودي من الأكاديمية وواحدًا من سبعة طلاب أجانب فقط يتخرجون في ذلك العام. بعد تخرجه من ويست بوينت، حصل على درجة البكالوريوس في الاقتصاد وكلف برتبة ملازم في الجيش الملكي الكمبودي، كما حصل على ماجستير الآداب في الاقتصاد من جامعة نيويورك بالولايات المتحدة عام 2002، ودرجة الدكتوراه في الاقتصاد من جامعة برستل بالمملكة المتحدة عام 2009.

### الخدمة العسكرية

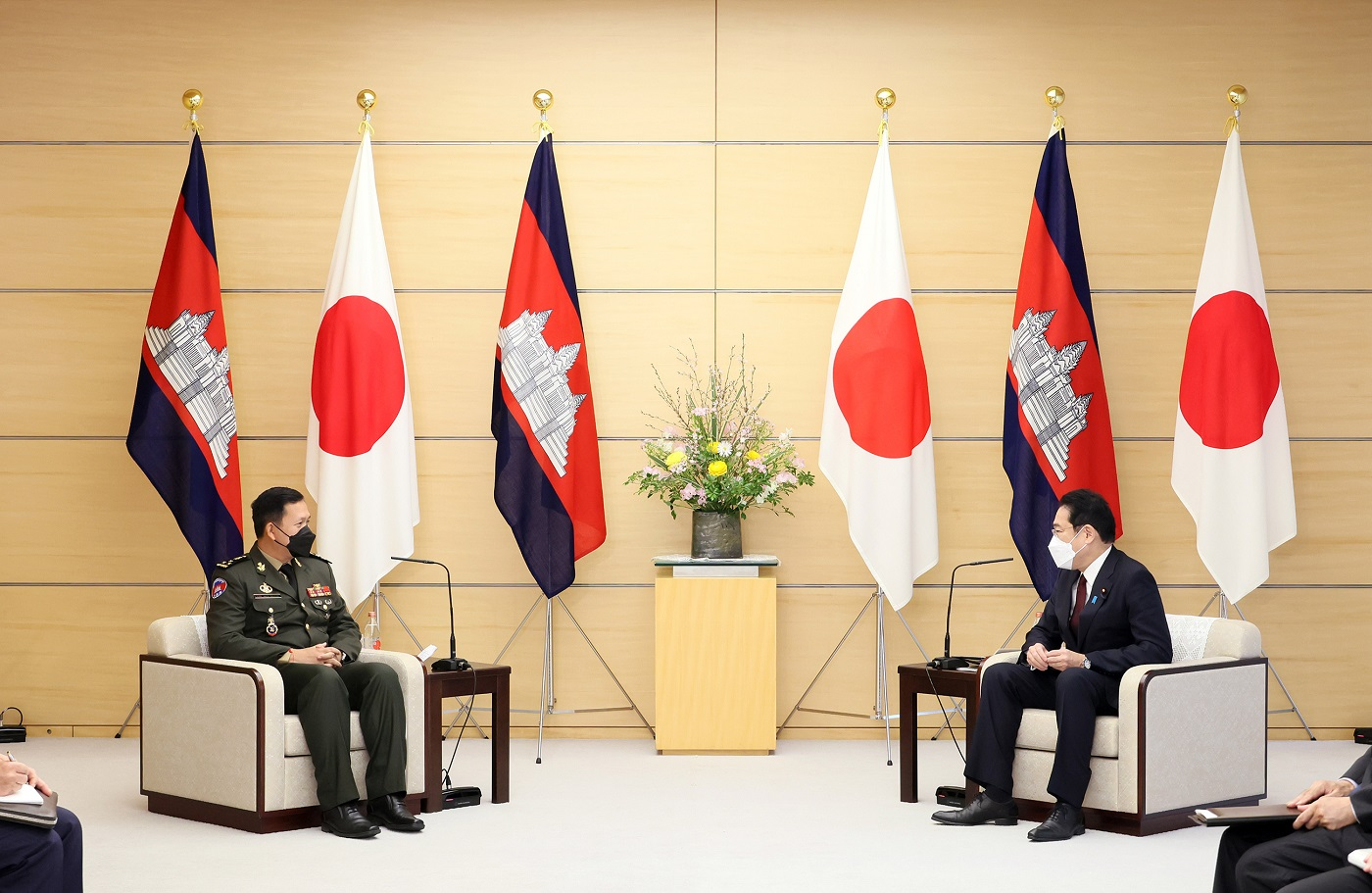
اجتماع الفريق هون مانيت مع رئيس الوزراء الياباني فوميو كيشيدا في طوكيو، 16 فبراير 2022

انضم مانيت إلى الجيش في عام 1995، وهو نفس العام الذي دخل فيه الأكاديمية العسكرية الأمريكية. أصبح لواءًا في يناير 2011، بعد أشهر فقط من تعيينه نائبًا لقائد الجيش الملكي الكمبودي ونائبًا لرئيس هيئة الأركان المشتركة لسلاح الجو الملكي الكمبودي. لعب مانيت دورًا بارزًا في المفاوضات خلال النزاع الكمبودي التايلاندي عام 2008. وأصبح فريقاً في يونيو2013، وتمت ترقيته لاحقًا إلى رتبة جنرال بأربع نجوم في يوليو 2018 بالتزامن مع توليه مسؤوليات نائب القائد الأعلى للقوات المسلحة الملكية الكمبودية (RFAC). في 20 أبريل 2023، ترقى رسميًا إلى رتبة جنرال بأربع نجوم. ووصف وزير الدفاع تي بانه ترقيته بأنها انعكاس لجهوده في "خدمة الأمة والجيش والشعب الكمبودي".
في 30 يونيو 2018، قبل أسابيع من الانتخابات البرلمانية، قام هون سين بتعيين ثاني أكبر أبنائه، هون مانيت، في مناصب عسكرية عليا في محاولة لإعداد ابنه لرئاسة الوزراء تحسباً لتقاعده أو وفاته، وقد ذكره هون سين من المحتمل أن يكون خليفة له.

### السياسة
في يونيو 2020، شغل مانيت منصب رئيس جناح الشباب في حزب الشعب الكمبودي.

### الحياة الشخصية
هون مانيت متزوج من بيش تشانموني، ابنة بيش سوفوان، وزير الخارجية السابق.